# Петър Петров (политик, р.1983)
Вижте пояснителната страница за други личности с името Петър Петров.
Петър Николаев Петров е български юрист и политик от партия „Възраждане“, народен представител в XLVII, XLVIII, XLIX народно събрание и L народно събрание. Член на комисията по правни въпроси и на комисията по вътрешна сигурност и обществен ред. Заместник-председател на партия Възраждане.

## Биография
Петър Петров е роден на 14 март 1983 г. През 2006 г. завършва специалност „Право“ в СУ „Свети Климент Охридски“. След това практикува в сферата на гражданското съдопроизводство – с опит в делата за вреди от непозволено увреждане, в корпоративното право и вещноправните сделки. В дейността си през годините е реализирал и редица инвестиционни проекти на чужди инвеститори в областта на строителството и покупката на недвижими имоти в България. Участва като управляващ съдружник в адвокатско дружество „Йосифова, Иванов и Петров“, и в сдружения с нестопанска цел за общественополезна дейност, като „Велика България“.

## Политическа дейност
През 2014 г. става един сред учредителите на партия Възраждане, става заместник-председател на партията.
На парламентарните избори в България през ноември 2021 г., като кандидат за народен представител е водач на листата на партия Възраждане за 24 МИР София. Избран е за народен представител от същият многомандателен избирателен район. На първото заседание в парламента е избран за заместник-председател на парламентарната група на Възраждане. Заема длъжността и в 48-ото и в 49-ото народно събрание. И в трите е член на Комисията по правни въпроси и на Комисията по обществена сигурност и вътрешен ред.